# 1005 Arago
1005 Arago је астероид главног астероидног појаса са пречником од приближно 57,82 km.
Афел астероида је на удаљености од 3,527 астрономских јединица (АЈ) од Сунца, а перихел на 2,813 АЈ.
Ексцентрицитет орбите износи 0,112, инклинација (нагиб) орбите у односу на раван еклиптике 19,066 степени, а орбитални период износи 2061,576 дана (5,644 година).
Апсолутна магнитуда астероида је 9,70 а геометријски албедо 0,069.
Астероид је откривен 5. септембра 1923. године.